# Качульский сельсовет
Качульский сельсовет — сельское поселение в Каратузском районе Красноярского края.
Административный центр — село Качулька.

## Население
| 2010 | 2012 | 2013 | 2014 | 2015 | 2016 | 2017 |
| ---- | ---- | ---- | ---- | ---- | ---- | ---- |
| 671  | ↘646 | ↘643 | ↘632 | ↘607 | ↗608 | ↗609 |

## Состав сельского поселения
| № | Населённый пункт | Тип населённого пункта       | Население |
| - | ---------------- | ---------------------------- | --------- |
| 1 | Качулька         | село, административный центр | ↗609      |

## Местное самоуправление
Качульский сельский Совет депутатов
Дата избрания: 14.03.2010. Срок полномочий: 5 лет. Количество депутатов: 7
Глава муниципального образования
- Деев Владимир Алексеевич. Дата избрания: 14.03.2010. Срок полномочий: 5 лет

## Инфраструктура
Школа (посещают 90 учащихся), детский сад (посещают 17 детей), сельский дом культуры, библиотека, врачебная амбулатория, администрация сельсовета, почта, 5 объектов розничной сети.

## Экономика
Торговля, производство сельскохозяйственной продукции.